# Верещак Ярослав Миколайович
Ярослав Миколайович Верещак (19 серпня 1938, с. Городжів Жовківського району Львівської області — 22 вересня 2019, м. Київ) — український драматург, театрознавець, театральний критик, голова Всеукраїнського благодійного фонду «Гільдія драматургів України», член Національної спілки письменників України. Заслужений діяч мистецтв України.

## Біографія
Народився 19 серпня 1938 р. в с. Городжів Жовківського району на Львівщині. Закінчив Київський інститут театрального мистецтва ім. Карпенка-Карого. Працював редактором і сценаристом на телебаченні та в Кіностудії ім. О. Довженка, завідувачем літчастини Національного театру ім. І. Франка, секретарем правління Національної спілки театральних діячів. Син Олександр, театральний режисер, драматург і поет,  відомий під псевдонімом Олекса Сліпець (нар. 1972).

## Творчість
Ярослав Верещак є одним із лідерів і чільних представників «нової хвилі» в українській драматургії.
Літературну діяльність розпочав п'єсою «Імпровізація» (1969). Наразі є автором понад сорока п'єс. Серед них: «Душа моя зі шрамом на коліні», «Пекельна дорога до раю», «Ажіотаж», «Третя молитва», «Ліна і її ангели», «Сантана», «Центрифуга», «Восени, коли зацвіла яблуня», «ЗЕ ЧО РО», «Юда», «Приманка», «Особняк», «Уніформіст» та ін.
Серед основних рис ідіостилю драматурга слід виокремити: "використання прийому «театр у театрі»; різке, свідоме загострення обраних життєвих ситуацій; притчеві домінанти сюжетобудови; відверта театральність;«поєднання сценічного реалізму й художньої умовності; розуміння виховної місії сучасного театру як щирого та відвертого співрозмовника».
2015 року у видавництві «Каменяр» вийшли романи Ярослава Верещака «Душа моя зі шрамом на коліні» та «Шруба. Галабурда». В них автор літературно-філософськи осмислює результати двох Майданів, пережитих українським народом. Епічним творам Я. Верещака притаманний динамізм розвитку сюжету, діалогічний характер викладу змісту, емоційна насиченість тощо. На гібридність прозових текстів вказує і сам автор, відмовляючись від класичних жанрових підзаголовків на означення епічних творів.

## Драматичний доробок
2018 року у видавництві «Світ знань» побачила світ збірка п'єс Ярослава Верещака «Центрифуга». До неї увійшли п'ятнадцять найвідоміших п'єс драматурга.

#### «Ліна і її ангели».Імпровізація?
Театр в театрі: актори гастрольної трупи імпровізують незвичний сюжет з місцевого життя, сперечаються, бунтують, і, глузуючи з мелодраматичних сюжетних колізій, а заодно і з себе, переінакшують все. аж поки головна героїня Ліна не виголошує свій сакральний монолог: «Мої ангели написали інший сюжет. В ньому я молода й красива, працюю у великому академічному театрі… Я дуже красива, і всі навколо… як планети навколо сонця, так всі навколо мене… І тут несподівано, проти волі моїх ангелів, з'явився він: підхопив мене на руки й приніс у глядну залу… а я у відповідь витягнула його на сцену, ага, за патли. тоді мої ангели збожеволіли від ревнощів — і написали смерть: брат уб'є брата. І вбивцю виправдають…».
Та Його величність театр володіє такою магією, яка здатна встановити власний, ніким не передбачуваний вердикт.

#### «Пекельна дорога до раю».Маленька п'єса про великий український сюр
"О Боже, якби я знав тоді, що моя п'єса опиниться в затхлому підвалі, де одному з нас буде розбито серце, іншому — ніс, а ще хтось назавжди зненавидить саме слово «театр»… цей крик відчаю вирвався в учителя, коли невідомі зманили виконавця головної ролі Степана Бандери, і на мить здалося, що вистава не відбудеться. І тут несподівано врятував ситуацію скептичний синок учителя, який давно вже знає батькову п'єсу напам'ять, і, бешкетуючи, декламує на репетиції слова незвичної ролі. та, захопившись, дорослішає юний скептик, і непомітно для себе стає тим, хто промовляв ці високі й полум'яні слова 1934 року на суді у Варшаві, 1941 — в день відродження української народної республіки, 1959 — за кілька днів до трагічної загибелі…

#### «Центрифуга».Чорна комедія
«цікава за своїм рішенням п'єса Я.Верещака видається мені не лише захищеною від часової корозії, а навпаки: з плином часу, з перебігом суспільних тарапат мистецькі і громадянські цінності „центрифуги“ набуватимуть нових позитивних якостей — адже в цій п'єсі попри все закладені ще й елементи своєрідного пророцтва: спокуслива „башта слонової кості“ як тенденція сучасності надзвичайно актуальна серед молоді, а чим подібні ігри завершуються? Читайте (грайте) „центрифугу“ хоч через п'ятдесят, хоч через сто років — дізнаєтесь!» (В.Сердюк, журнал «Art-line»" № 4 за 1998 р).

#### «Особняк»Невигадана історія
Суть конфліктної ситуації досить точно передає монолог головного героя цієї гостросюжетної п'єси: «так, я прийшов сюди без запрошення, через дівчину свою, хотів бути героєм. Правда й те, що я зіпсував вам новий рік… Згоден, що багатьма править тіло — шмотки, жратва для них головне… але… Я не хочу жити так, як живете ви. І знаю: таких, як я, багато. Вони живуть не черевом, не шмотками і не зв'язками. Вони ні перед ким не плазують і не соромляться бути самим собою. А закон вашої компанії — бути, як усі, не випадати з купи, — і тому ваш світ ділиться на наших і не наших. І ви караєте тільки за те, що хтось посмів мати свій голос. Тому кожний з вас живе тільки тим, що про нього подумають інші. І ви демонструєте один перед одним свою свободу, незалежність, шмотки — і вміння спокійно вдарити людину. І не тому, що вам це приємно, а щоб не подумали: слабак. Пробачте, але це — рабство. Плюгаве рабство…»

#### «Сонячний сторож»Чарівна бувальщина
Колись маленькій дівчині сказали, якщо дуже-дуже попросити в святого Миколая чи подарунок якийсь, чи заповітне бажання, — то все неодмінно збудеться. а третьокласниця ніка так хотіла дивитися вечірні фільми для дорослих і гуляти, і на дискотеку… От і придумала вона собі таку молитву: «Святий Миколаю, будь ласка, благаю, поки ця нічка промине, зроби дорослою мене…» Виконав бажання ніки святий Миколай, зробив її дорослою. та разом з нею стали дорослими всі її однокласники, які зовсім не хотіли обтяжувати життя проблемами дорослих… а повернути безтурботне дитинство зможе тільки чарівна пісня, яку ніка має скласти до кінця дня, — не забруднивши при цьому душу дурними звичками, — пиво, цигарки, лайка, — і встоявши перед значно більшими спокусами дорослого життя.

#### «Душа моя зі шрамом на коліні»Притча про любов і смерть
…І зринула на квітучому дачному подвір'ї душа грішника, який був колись письменником і вступив у хитрий зговір із підпільними махінаторами, і тої ж таки миті з'явився за грішною душею Чорний ангел. та й забрав би негайно до пекла, якби та душа з ганебним шрамом на коліні не любила за життя різних там кицьок, собак, мишок, ба навіть Бджолиний рій прилаштувала у дуплі дерева. Допоможуть улюблені брати меншенькі заблудлій людській душі. але перед тим доведеться їй пройти нелегкі випробування і вислухати немало гірких слів від несподівано креативного Божого Посланця…

#### «Безглузда комедія»Жебрацький детектив
У цій іронічній комедії, практично, маємо все, що потрібно для успішного видовища: інтригуючий сюжет, відверто мелодраматичні сцени, яскраві характери, дотепні діалоги, несподіваний фінальний поворот… Він — учитель, Вона — учениця випускного класу. а кохання, що полонило її поетичну душу, було таким безмежним, що злякався його небуденних масштабів учитель — і втік «якнайдалі від гріха». Так був зневажений рідкісний дар небес і знищене право на щастя. а через двадцять
років доля знову звела їх…

#### «Ажіотаж».Фірмова гра
Багатий провінційний жених, новий керівник «Сімейного щастя», викликав неабиякий ажіотаж серед постійних клієнток цієї елітної фірми. Хто всерйоз, а хто жартома, — як менеджер фірми Софійка, — у гру включаються різновікові претендентки. Серед них опиняється закоханий у Софійку артист лялькового театру Григір Потертий: переодягнувшись неіснуючою сестрою Мартою, він робить все, аби не дати коханій причарувати багатого провінціала. Від самого початку глядачі знатимуть про комічний маскарад. Однак ніхто й уявити собі не міг, який небезпечний і підступний гравець скривається за провінційним балагуром Макаром…

#### «Третя молитва»Монодрама
У хвилини самотності і відчаю героїня вистави Світла Панна Світлана воскресає в своїй уяві образи представників трьох поколінь і, спілкуючись з ними, усвідомлює сенс власного життя… Сенс життя… Люди покинули хутір — хто помер, хто поїхав до міста. Стару церковцю замкнули. І дерево неподалік засохло. та одного зимового дня з сусіднього села прийшов священик, відкрив церкву і почав правити Службу Божу. Порожня церква, жодної людини, а він правив. Мало не щодня приходив. А на весні прилетіли лелеки і звили гніздо на сухому дереві. Тоді священик почав виходити під час Служби на паперть і, співаючи, здіймав очі до лелечого гнізда…

#### «ЗЕ ЧО РО».Моноремейк
Оригінальний авторський прийом: п'єса написана за мотивами першої частини дилогії «третя молитва»: та ж героїня, майже той самий сюжетний хід, однак все міняє одна суттєва відмінність — характер героїні. розкута сучасна дівчина без комплексів, дотепна жартівниця, пустунка — та в яку ж несподівану історію вона потрапляє!..

#### «Восени, коли зацвіла яблуня…»Драматична поема
Щемлива історія двох дивовижних жінок — грузинки Амри Зантарія й українки Ганни Дзвонар (прекрасно виписані ролі для двох літніх актрис!), яких навіки поріднила Друга світова, викликає сьогодні несподівано актуальні роздуми як рятуватися від біди, що спіткала обидва наші народи?

#### «Приманка».Трагедія українська
У важкі для нації часи особливого значення набуває сакральна проблема становлення поета, виразника народних інтересів. Дві репліки з п'єси. Перша, з якої розпочинається непростий шлях Ореста Стогнія: «Я не комерсант і не чиновник. Я — поет. А справжні поети завжди і скрізь — поза політикою». І друга, якою, по суті завершується твір: «Я не раз називав наш народ затурканим і безвольним. Я помилявся… нема на землі безвольних народів. а є великий страх маленьких людей перед загарбниками різних мастей… І є люті гробарі народу — зрадники. тому що зрадники — найперші вороги душі людської. тільки вони можуть зробити наш народ
затурканим і безвольним».

#### «Уніформіст».Притча для театру
у цій забороненій в радянські часи притчі для театру немає дрібних побутових реалій. Прийом «театру в театрі» народжує вищу правду — правду мистецтва. «Немає значення, ким є той Мирослав Яга, — говорить один із персонажів, — московським, німецьким чи американським агентом. Я сьогодні в цьому театрі, на цій сцені захищаю не його, а себе. Бо як не стане таких, як він, що не боїться йти проти всіх… ну, бо не всі зараз думають так, як мали б думати нормальні люди. а для мене, щоб ви знали, Мирослав — це перш за все людина, жива, мисляча людина. Так, він був агентом Москви, писав проти Бога і проти Шептицького. але вбити людину, яка думає не так, як ти? це нормально? тоді — ось я, і я думаю не так, як він, чи він, чи вона. Смерть мені, правильно? І він чи вона в фіналі будуть аплодувати вбивцям, так? так?.. Слухайте всі: сьогодні в цьому театрі, на цій сцені кожний мусить сказати: ЯКЩО НЕ СТАНЕ ТОГО, ХТО ДУМАЄ ПО-ІНШОМУ, — МЕНІ ТЕЖ КАЮК. НЕ ЖИТИ МЕНІІ! НЕ ЖИТИ!».

#### «ЮДА».Діалоги при Сутності
Ким він був насправді, Юда Іскаріт? Зрадником, що видав поцілунком учителя свого? Чи тим, хто роздав свої статки голоті ізраїльській і, будучи одним із апостолів, тримав казну дванадцятьох? І невже Ісус, який усіх і все бачив наскрізь, не розгледів у Юді нікчемного чоловічка, який поласиться на тридцять срібняків? Невже такому слимаку Ісус міг сказати: «роби швидше, що маєш робити»? ці та інші непрості запитання ставить автор у п'єсі, побудованій на сучасному матеріалі з життя двох бізнесменів, один з яких захоплюється загадковим «Євангелієм від Юди». І саме до нього з'являється якась посталкогольна мара, умовно названа Сутністю.

#### «Сантана».Чужоземна притча
Екзотика літнього кочовища у поєднанні з буддійською філософією, оригінальний фольклор, хитромудра інтрига, неповторні характери… та найголовніше: всі головні герої цієї історії — громадяни україни, закинуті долею в чужоземні степи. Весілля, яке зібрало їх до купи, фольклорні перли, калмицький епос і життєдайна буддійська філософія врешті-решт викликають у одного з героїв сумні думки: «Джангар», буддійські ритуали, кибитка, весільний килим-шардик, паперові птахи, ліхтарики — українське весілля називається! Що відбувається з нашим народом? Чому нас так не любить рідна земля, панове українці?"